# Ewald Cebula
Edward Cebula, do 1948 Ewald (ur. 22 marca 1917 w Świętochłowicach, zm. 1 lutego 2004 w Chorzowie) – polski piłkarz, trener.
Wystąpił w pięciu oficjalnych meczach reprezentacji Polski, a także w jednym meczu reprezentacji olimpijskiej. Był jednym z nielicznych reprezentantów, którzy grali w kadrze przed i po II wojnie światowej; debiutował w 1939 (w meczu ze Szwajcarią), tuż przed wybuchem wojny wystąpił jeszcze w zwycięskim meczu z Węgrami (mecz ten jest uznawany za jeden z najlepszych występów drużyny polskiej w okresie międzywojennym).
W 1942 jako Ślązak został przymusowo wcielony do Wehrmachtu.
Kontynuował karierę reprezentacyjną po wojnie – 1948 grał przeciw Czechosłowacji, 1952 przeciw Bułgarom i Węgrom. Również w 1952 wystąpił na igrzyskach olimpijskich w Helsinkach; brał udział w wygranym meczu z Francją, nie zagrał z Duńczykami (Polska odpadła po porażce 0:2).
Grał w Śląsku Świętochłowice do 1948 oraz Ruchu Chorzów. Z Ruchem zdobył dwukrotnie mistrzostwo Polski jako piłkarz (1951 i 1952); tytuł z roku 1951 został jednak przyznany przez związek piłkarski nie za wygranie ligi, ale za zdobycie Pucharu Polski. W 1952 Cebula poprowadził zespół do tytułu nie tylko jako piłkarz, był również grającym trenerem; jest to, jak na razie, jedyny przypadek zdobycia mistrzostwa Polski przez trenera-piłkarza.
Jako trener Ruchu Chorzów zdobył także mistrzostwo w 1953, tym razem już nie występując na boisku; przez krótki czas prowadził Ruch ponadto w sezonie mistrzowskim 1960, w przerwie pracy dwóch Węgrów – Jánosa Steinera i Lajosa Szolara.
Ponadto dwukrotnie zdobył tytuł mistrza Polski jako trener Górnika Zabrze; w sezonie 1963, kiedy m.in. wprowadził do zespołu nastoletniego Włodzimierza Lubańskiego i 1964 – tego sezonu nie dokończył; rozpoczynał pracę jako samodzielny trener, następnie współpracował z Feliksem Karolkiem i Hubertem Skolikiem, wreszcie cała trójkę zastąpił Węgier Ferenc Farsang w połowie sezonu.
Jako jeden z trenerów reprezentacji Polski (wraz z T. Forysiem) przyczynił się do legendarnego zwycięstwa 2:1 nad drużyną ZSRR na Stadionie Śląskim w Chorzowie w 1957 roku.
W 1995 roku otrzymał tytuł honorowego członka PZPN-u.

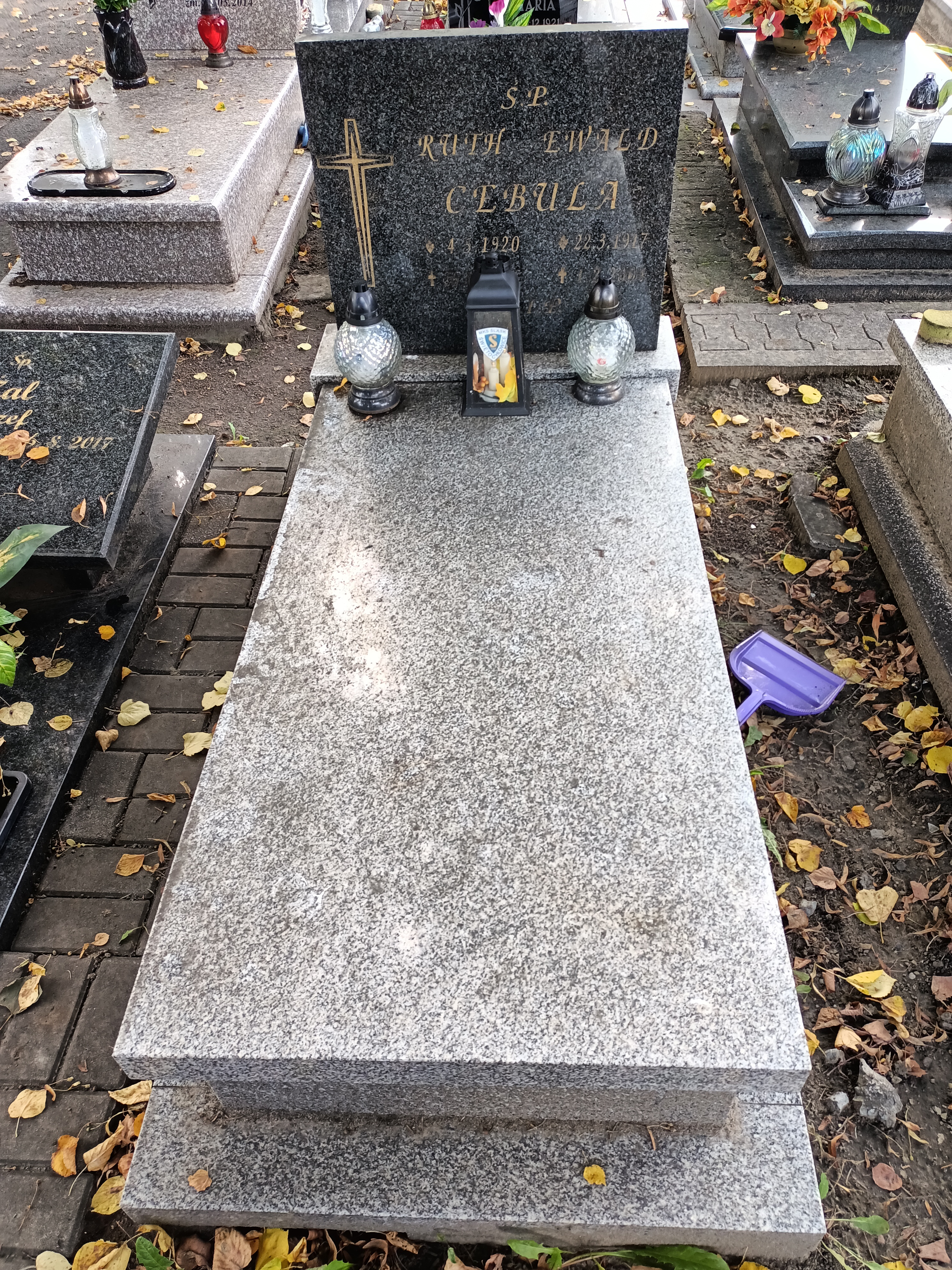
Grób Ewalda Cebuli na cmentarzu przy ul. Szpitalnej w Świętochłowicach